# Edgar, kralj Škotske
Edgar (škot. Eagar mac Mhaoil Chaluim) (?, 1075. – Edinburgh, Škotska, 8. siječnja 1107.), škotski kralj od 1097. godine, četvrti sin i nasljednik kralja Malcolma III. Canmorea i kraljice Margaret, unuke engleskog kralja Edmunda II.
Edgar je 1097. godine, kao vazal i uz pomoć engleskog kralja Vilima II. Riđeg preuzeo škotsko prijestolje, tako što je zbacio svog strica, kralja Donalda III. († 1099.). Godine 1098. prepustio je Hebride norveškom kralju Magnusu III., koji je harao tim područjem.
Nije se ženio, niti imao djece pa ga je nasljedio brat Aleksandar I.

## Vanjske poveznice
- Edgar, kralj Škotske - Britannica Online (engl.)
- Edgar - undiscoveredscotland.co.uk (engl.)
- Kralj Edgar - englishmonarchs.co.uk (engl.)

| Prethodnik:                 | Škotski kralj (1097. - 1107.) | Nasljednik:                   |
| Donald III. (1093. – 1097.) | Škotski kralj (1097. - 1107.) | Aleksandar I. (1107. – 1124.) |